# Les Tuques
Les Tuques és una muntanya de 2.569 metres que es troba entre el municipi de Lladorre, a la comarca del Pallars Sobirà, i la comuna d'administració francesa d'Uston, al Coserans, del departament de l'Arieja, a Occitània.
És a l'extrem nord-est del terme de Lladorre, al sud-oest del Pic dels Tres Comtes i al nord del Port de Lladorre i de la Tuca de Salibarri. És al damunt i a llevant de la Clotada de Guiló, on hi ha l'Estanyet de Guiló. És dins del Parc Natural de l'Alt Pirineu.